# Río Guadiloba
El río Guadiloba es un río de España, tributario del río Almonte por su margen izquierda, el cual es a su vez afluente del Tajo. Fluye por la comunidad autónoma de Extremadura, discurriendo en su totalidad a través de la provincia de Cáceres. Pertenece a la cuenca hidrográfica del Tajo.

## Curso
Nace como un arroyo en el término municipal de Cáceres a una altitud de unos 470 m sobre el nivel del mar, junto a los municipios de Torremocha y Torrequemada. Fluye en dirección noroeste y desemboca en río Almonte a una altitud de unos 220 m sobre el nivel del mar, en el término municipal de Cáceres. En su curso se localiza el embalse de Guadiloba.

## Historia
Aparece descrito en el noveno volumen del Diccionario geográfico-estadístico-histórico de España y sus posesiones de Ultramar de Pascual Madoz de la siguiente manera:

GUADILOBA: r. en la prov. de Cáceres: nace junto á la v. de Torremocha, part. jud. de Montanches, en la deh. nominada Valhondo de Sande á 4 leg. de Cáceres: riega los térm. de Sierra de Fuentes, y el de la cap. en direccion de S. á N. á 1/2 leg. de ambos pueblos; recibe las aguas de varias fuentes, especialmente las de las llamadas del Rey y Concejo, que forman la ribera del Marco (V. Caceres), y entra en el r. Almonte á dist. de una leg. por bajo de Don Francisco: este riachuelo pierde su corriente en el verano..
(Madoz, 1847, p. 40)

## Naturaleza
El río Guadiloba y su entorno forman parte de la ZEPA Llanos de Cáceres y Sierra de Fuentes.